# إرفينغ أ. ليونارد
إرفينغ أ. ليونارد (بالإنجليزية: Irving A. Leonard)‏ هو مترجم وأستاذ جامعي ومؤرخ أمريكي، ولد في 1 ديسمبر 1896 في نيو هيفن في الولايات المتحدة، وتوفي في 30 أغسطس 1996 في الإسكندرية في الولايات المتحدة.